# Ferdinand Movers
Ferdinand Movers (* 31. Januar 1909 in Horrem; † 26. Januar 1989) war ein deutscher Gynäkologe.

## Leben
Movers studierte Medizin in Wien, Rostock, Freiburg im Breisgau und Bonn.
1934 wurde er in Bonn mit der Arbeit Über dosierte Tuberkulinanwendung nach Art der Ponndorf'schen Hautimpfung promoviert. Seine klinischen Lehrer waren Ernst Leupold in Köln, Robert Schröder in Leipzig und Hans Naujoks in Köln am  Universitätsfrauenklinik in Köln. Er absolvierte eine Facharztausbildung in Gynäkologie. 1942 erfolgte die Ernennung zum Professor für Geburtshilfe und Frauenheilkunde an der Universität zu Köln. 1948 übernahm er die Leitung der Geburtshilflich-gynäkologische Abteilung des St. Anna-Hospitals in Köln-Lindenthal. 1964 wurde er Chefarzt der Frauenklinik und Ärztlicher Direktor des neu erbauten Heilig-Geist-Krankenhauses in Köln-Weidenpesch. 1975 wurde er pensioniert.
Er war langjähriger Vorsitzender der Kölner Gynäkologengesellschaft. Er engagierte sich für die Einrichtung von Krebsberatungsstellen sowie für die Einführung von Krebsfrüherkennungsuntersuchungen und Schwangerenvorsorgeuntersuchungen. Über die Endometriose publizierte er über 50 wissenschaftliche Veröffentlichungen.
Movers engagierte sich für den Aufbau eines katholischen Krankenhauses der Rosenkranzschwestern in Irbid in Jordanien.
Er war seit 1928 Mitglied der katholischen Studentenverbindung KaV Norica Wien und schloss sich später noch der KDStV Nordmark (Rostock, Karlsruhe) Essen sowie KDStV Ripuaria Freiburg im Breisgau an.

## Auszeichnungen
- Ritterorden vom Heiligen Grab zu Jerusalem, Komtur (1962)
- Bundesverdienstkreuz am Bande (14. Oktober 1974),[2] für seine Verdienste um den Aufbau der medizinischen Versorgung der Bevölkerung im Kölner Norden
- Gregoriusorden

## Schriften
- Die Endometrios, Enke Stuttgart 1971, ISBN 3-432-01660-3